# Dicranum transsylvanicum
Dicranum transsylvanicum là một loài rêu trong họ Dicranaceae. Loài này được Luth mô tả khoa học đầu tiên năm 2002.